# Corruption au Pakistan

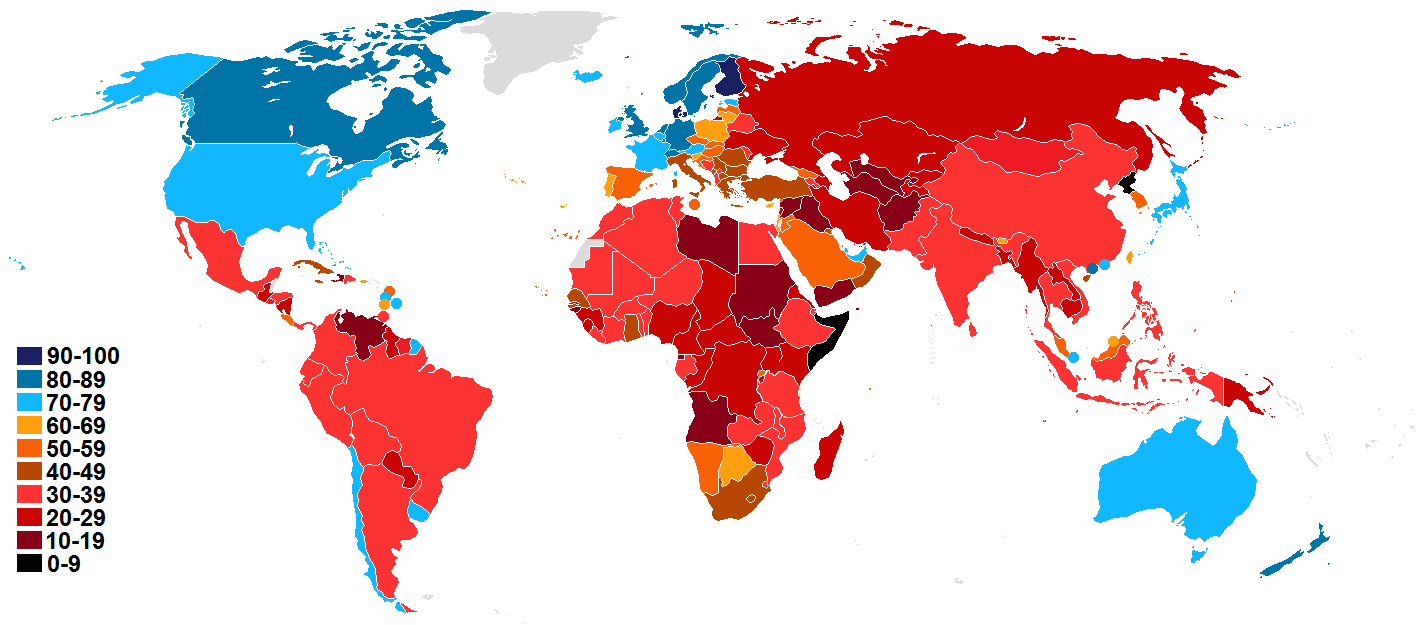
Une carte du monde de 2015, l'indice de perceptions de corruption par Transparency International.

La corruption au Pakistan est le fait de plusieurs facteurs comme l'instabilité politique, la faiblesse de l'économie ou encore une administration qui ne lutte pas efficacement contre ce fléau. L'ONG Transparency International classe le Pakistan au 116e rang des pays où la corruption est la plus présente. Selon plusieurs études, la police est le secteur le plus touché tandis que la moitié des Pakistanais pensent que ce problème grève le Pakistan d'un développement économique actif.
La classe politique est liée à la corruption en la favorisant durant la dictature militaire à partir de 1958 ou encore dans des affaires notables à la fin du XXe siècle par la démission de cinq gouvernements accusés de telles malversations. En 2017, c'est la famille du premier ministre Nawaz Sharif qui est accusée.

## Histoire
Les origines de la corruption au Pakistan sont dues à plusieurs facteurs tant politiques, économiques ou encore sociaux. La Seconde Guerre mondiale ainsi que la migration de masse a fait apparaître des faiblesses pouvant encourager la corruption. Le Special Police Establishment est créé en 1942 pour lutter entre autres contre ce phénomène. À la fin de la guerre, le nouveau pays est en proie à une économie instable et à des politiciens et représentants inexpérimentés. 
En 1958, la dictature ainsi que le Press and Publications Ordinance diminuent la mise en place d'une comptabilité publique. Couplé à l'augmentation des aides étrangères, la situation devient alors plus propice pour que la corruption puisse se développer.
Dans les années 1970, les nationalisations ainsi que la baisse du pouvoir d'achat due à la crise pétrolière sont deux facteurs pour l'augmentation de la corruption au sein de la société pakistanaise. Les nouveaux fonctionnaires ont du mal à résister aux demandes des politiciens. De 1985 à 1999, cinq gouvernements sont démis de leurs fonctions pour cause de corruption.

## Étendue et Perception
Selon le classement 2016 de l'organisation Transparency International portant sur 176 pays, le Pakistan se situe à la 116ème place des pays les plus touchés par la corruption avec un score de 32 (100 étant le score d'un pays "propre"). Sur le plan international, le Pakistan a signé en 2003 puis ratifié en 2007 la Convention des Nations unies contre la corruption. Le Pakistan n'applique pas l'article 44 de la convention pour la coordination et l'extradition selon UNODC alors que le National Accountability Bureau (NAB) confirme de telles coopérations.
Selon un sondage effectué par Gallup & Gilani Pakistan en 2017, 80% des pakistanais pensent que la corruption est un frein au développement de leurs pays. Au sein de ce sondage, 51% des répondants se disent en accord avec cette prise de position alors que 28% se disent plutôt en accord.
En 2012, l'ancien président du National Accountability Bureau, Fasih Bokhari, estime le coût quotidien de la corruption à 90 millions d'euros. 

## Mesures
La corruption est reconnue comme un problème depuis l'indépendance du Pakistan. Les lois dans les premières décennies du pays sont mises en place pour lutter contre ce phénomène. En 1947, le Prevention of Corruption Act condamne la corruption (section 5). En 1949 le Public Representatives Act puis en 1959 Elected Bodies Ordinance excluent les fonctionnaires corrompus.
Transparency International-Pakistan, ONG, organise des campagnes d'informations à l'attention des jeunes et des citoyens pakistanais pour sensibiliser le public à ces problèmes mais aussi à avoir des retours sur la perception locale de la corruption.
En 1999, le National Accountability Bureau est créé pour lutter contre la corruption et poursuivre les agents de l'État accusé. Dans son rapport sur l'exercice 2016, le NAB a récupéré plus de 10 milliards de roupies et a gagné plus de 72 % de ces affaires judiciaires. Le NAB a reçu 33 245 plaintes en 2016. Le bureau est conscient que son efficacité est grandement due à la politique du gouvernement comme le montre cet extrait du rapport 2016:
| « NAB has been facing many challenging undulations since its inception in 1999, such as, uncertainty about the future of the organization, varying political will for across the board accountability, [...] lack of requisite human resources and budget / funding constraints. » | « NAB a du s'adapter à de multiples situations de changements depuis sa création en 1999. Que ce soit la volonté politique, les contraintes budgétaires ou encore les difficultés de ressources humaines. » |

## Milieux concernés

### Politique
La corruption au sein du milieu politique est encore présent. Le mari de la première ministre Benazir Bhutto est accusé d'avoir touché plusieurs aides financières concernant des contrats publics lui valant le surnom de « Monsieur 10% », ce qui ne l'empêche pas d'être élu premier ministre en 2009. L'ancien premier ministre Nawaz Sharif ayant démissionné en 2017 est poursuivi pour corruption par le NAB.

### Police
La police pakistanaise est un secteur particulièrement touchée par la corruption comme l'observe une étude portant sur la période 2007-2012 où les répondants par l'affirmative à la question « Lors de ces 12 derniers mois est-ce que vous, ou quelqu'un au sein de votre ménage, avez payé un pot-de-vin? » passent de 53 à 56% alors que les répondants par la négative passent de 45 à 29%. Dans un rapport de 2015, il apparaît que la 75% des pakistanais pensent que la police est corrompue et une étude de 2017, la police est selon les pakistanais le secteur touchant le plus de pots-de-vin.